# چرخاب

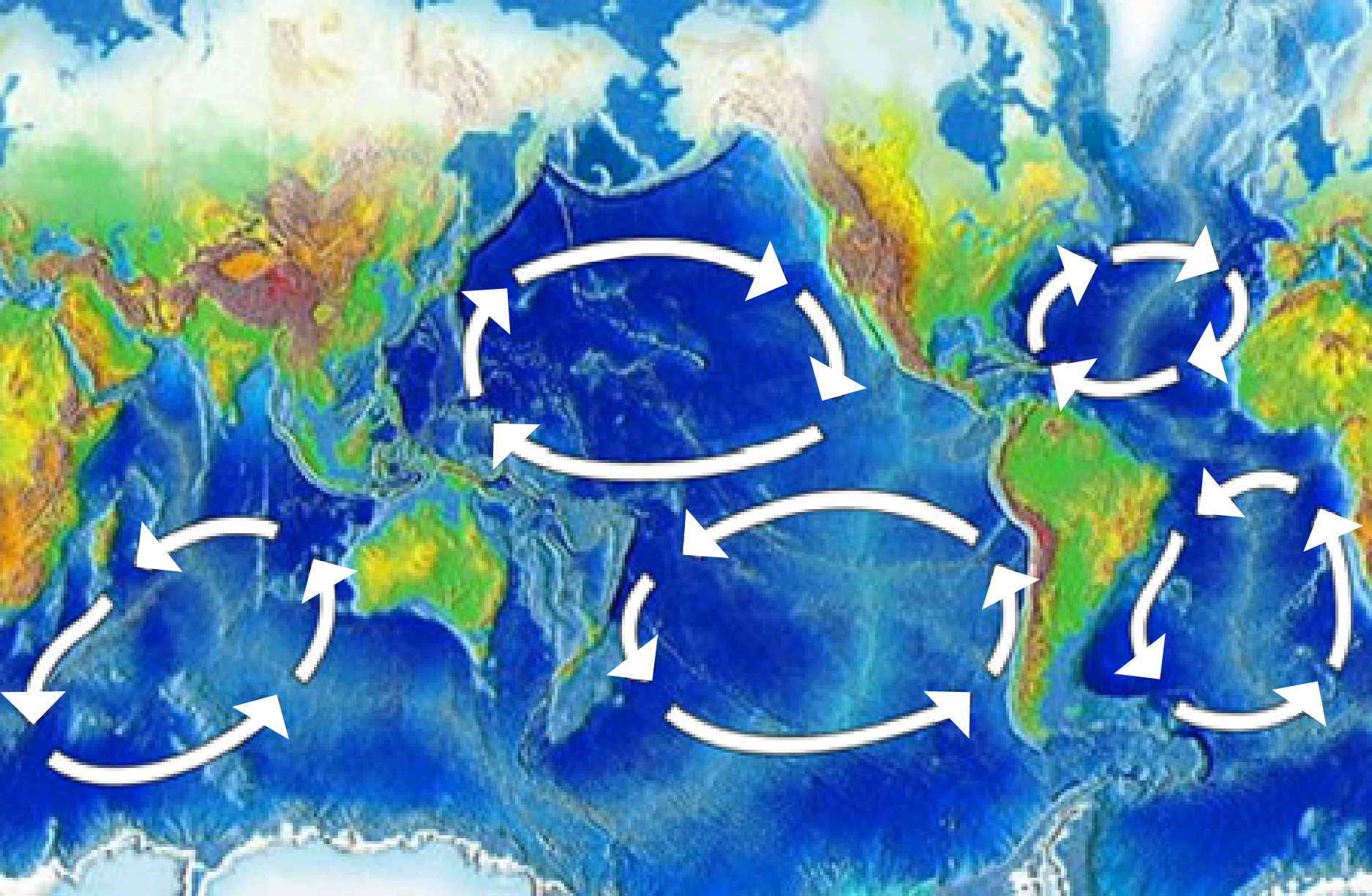
پنج چرخاب عمدهٔ اقیانوسی

تمام چرخاب‌های اقیانوسی

چَرخاب (gyre) یک سامانهٔ جریان اقیانوسی در مقیاس باد سیاره‌ای است.
اصطلاح چرخاب در اقیانوس شناسی و برای اشاره به جریان‌های بزرگ چرخشی که اجزای آن جریان‌های اقیانوسی هستند کاربرد دارد. این چرخش بر اثر نیروی کریولیس ایجاد می‌شود.

## عمده‌ترین چرخاب‌ها
- چرخاب اقیانوس هند
- چرخاب شمالی اقیانوس اطلس
- چرخاب جنوبی اقیانوس اطلس
- چرخاب شمالی اقیانوس آرام
- چرخاب جنوبی اقیانوس آرام[۲]